# Karosa B 931
Karosa B 931 — городской автобус, выпускавшийся заводом Karosa в 1996—2002 годах. Пришёл на смену автобусу Karosa B731 и выпускался параллельно с Karosa B831. 

## Описание
Автобус Karosa B 931 является производной моделью от Karosa B731 и унифицирован с моделями Karosa B941 и Karosa B932. Кузов автобуса полусамонесущий, рамный. Двигатель расположен сзади.
Подвеска автобуса пневматическая. Вход в салон производится через три входные двери выдвижного типа, причём передняя более узкая, чем средняя и задняя. В салоне автобуса присутствуют пластиковые сидения Vogelsitze или Fainsa.
Кабина водителя отделена от пассажирского салона стеклянной перегородкой. Напротив средней двери присутствует место для колясок.

## Производство
В 1995 году был представлен прототип BK1. В конце того же года были произведены первые десять серийных автобусов Karosa B 931.
С 1996 года автобусы производятся серийно. В 1999 году автобус был модернизирован и получил название Karosa B931E.

## Модификации
- Karosa B 931.1675 — двигатель Liaz, трансмиссия Voith[3].
- Karosa B 931.1677 — двигатель Renault (Euro I), трансмиссия ZF.
- Karosa B 931.1679 — двигатель Renault, трансмиссия ZF[4].
- Karosa B 931.1681 — двигатель Renault, трансмиссия Voith.
- Karosa B 931.1687 — двигатель Renault, трансмиссия ZF[5].
- Karosa B 931.1689 — двигатель Liaz, трансмиссия ZF.
- Karosa B 931E.1703 — двигатель Renault, трансмиссия Voith.
- Karosa B 931E.1707 — двигатель Liaz, трансмиссия Voith.
- Karosa B 931E.1711 — двигатель Renault, трансмиссия ZF.

## Галерея

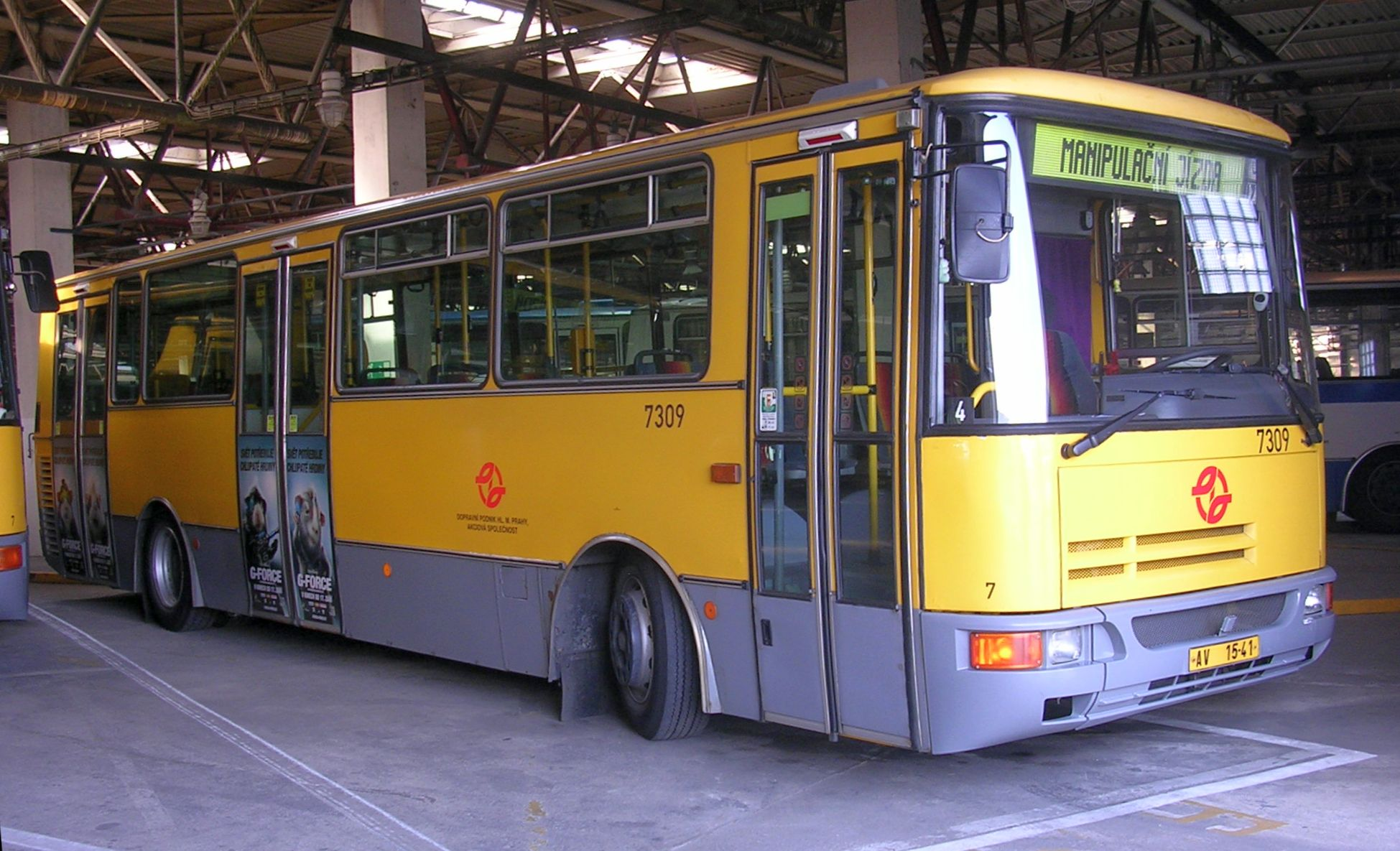
Первый серийный вариант
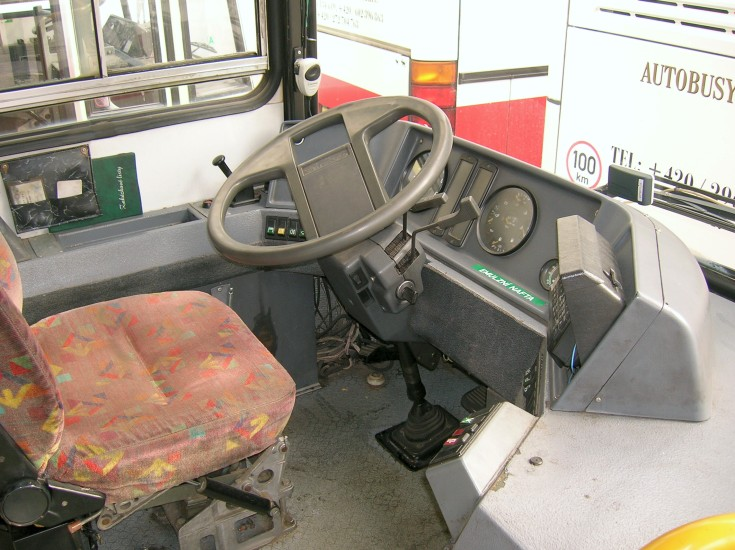
Место водителя